# 1594 en santé et médecine
| Années de la santé et de la médecine : 1591 - 1592 - 1593 - 1594 - 1595 - 1596 - 1597    |
| Décennies de la santé et de la médecine : 1560 - 1570 - 1580 - 1590 - 1600 - 1610 - 1620 |

Cet article présente les faits marquants de l'année 1594 en santé et médecine.

## Événements
- 7 juin : « Le docteur Rodrigo Lopez [est] pendu et écartelé sous prétexte qu’il aurait tenté de tuer la reine Élisabeth d’Angleterre[1]. »
- Remise en état du théâtre anatomique de Padoue,  premier connu des édifices permanents de ce genre, édifié en 1584, mais « si rapidement détérioré qu'il fallut le reconstruire en 1594[2] ».

## Publications
- Le naturaliste et médecin italien Baldo Angelo Abati publie son Opus discussarum concertationum praeclarum[3].
- André du Laurens publie son Discours des maladies mélancoliques[4].

## Naissance
- Antoine Vallot (mort en 1671), Premier médecin de Louis XIV et surintendant du Jardin du roi[5].

## Décès
- Manase Dosan (en) (né en 1507), médecin japonais, élève de Tashiro Sanki (en), auteur du Keitekishu, « le manuel le plus estimé de son temps », et fondateur d'une école de médecine[6].
- 1592 ou 1594 : Cristobal Acosta (né à une date inconnue), naturaliste et médecin portugais[7].
- 1593 ou 1594 : Étienne Gourmelen (né à une date inconnue), chirurgien français, professeur au Collège royal[8],[9].